# Бей-Парк (Нью-Йорк)
Бей-Парк (англ. Bay Park) — переписна місцевість (CDP) в США, в окрузі Нассау штату Нью-Йорк. Населення — 2117 осіб (2020).

## Географія
Бей-Парк розташований за координатами 40°37′46″ пн. ш. 73°40′4″ зх. д. / 40.62944° пн. ш. 73.66778° зх. д. (40.629489, -73.667813).  За даними Бюро перепису населення США в 2010 році переписна місцевість мала площу 1,56 км², з яких 1,30 км² — суходіл та 0,26 км² — водойми.

## Демографія
Згідно з переписом 2010 року, у переписній місцевості мешкало 2212 осіб у 867 домогосподарствах у складі 617 родин. Густота населення становила 1418 осіб/км².  Було 903 помешкання (579/км²).
Расовий склад населення:
| - 96,2 % — білих - 1,7 % — азіатів - 0,3 % — чорних або афроамериканців - 1,0 % — осіб інших рас |

До двох чи більше рас належало 0,8 %. Частка іспаномовних становила 6,4 % від усіх жителів.
За віковим діапазоном населення розподілялося таким чином: 21,2 % — особи молодші 18 років, 64,3 % — особи у віці 18—64 років, 14,5 % — особи у віці 65 років та старші. Медіана віку мешканця становила 43,2 року. На 100 осіб жіночої статі у переписній місцевості припадало 91,8 чоловіків;  на 100 жінок у віці від 18 років та старших — 90,5 чоловіків також старших 18 років.
Середній дохід на одне домашнє господарство  становив 104 751 долар США (медіана — 78 333), а середній дохід на одну сім'ю — 123 780 доларів (медіана — 108 702). Медіана доходів становила 71 163 долари для чоловіків та 66 814 долари для жінок. За межею бідності перебувало 1,2 % осіб, у тому числі 0,0 % дітей у віці до 18 років та 3,8 % осіб у віці 65 років та старших.
Цивільне працевлаштоване населення становило 896 осіб. Основні галузі зайнятості: публічна адміністрація — 32,3 %, освіта, охорона здоров'я та соціальна допомога — 24,4 %, роздрібна торгівля — 14,6 %, будівництво — 8,3 %.